# Baixa Estíria

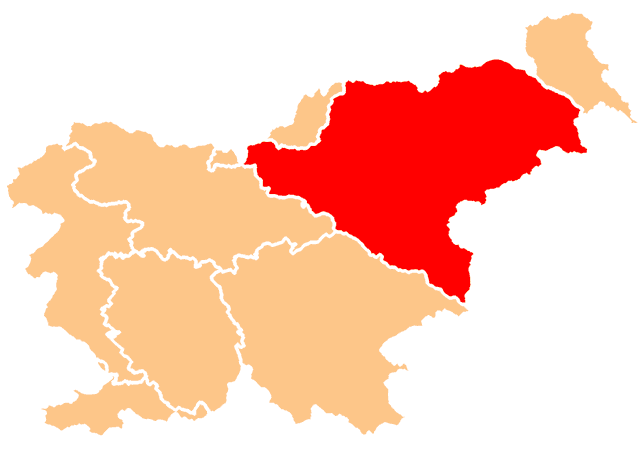
A Baixa Estíria (em vermelho) é uma das cinco regiões históricas da Eslovênia

A Baixa Estíria (em esloveno Spodnja Štajerska, em alemão Untersteiermark e latim Styria) é uma região histórica no nordeste da Eslovénia, abrangendo o terço mais meridional do antigo Ducado da Estíria. 